# میخال شزربا
میخال شزربا (انگلیسی: Michał Szczerba؛ زادهٔ ۱۴ دسامبر ۱۹۷۷) سیاست‌مدار و عضو سـِـیمِ جمهوری لهستان، اهل لهستان است.
او در اکتبر ۲۰۲۳، به‌عنوان رئیس مجمع پارلمانی ناتو انتخاب شد.